# Moses Yale Beach
Moses Yale Beach, né le 7 janvier 1800 à Wallingford et mort le 18 juillet 1868, est un entrepreneur et journaliste américain, qui fut le propriétaire du New York Sun de 1835 à sa mort, premier quotidien américain au milieu du XIXe siècle.

## Biographie
Né à Wallingford dans le Connecticut dans une famille de fermiers il est dès l’âge de 14 ans apprenti puis créé son atelier à Northampton, dans le Massachusetts mais fait faillite, ce qui l’oblige à déménager à Springfield pour manufacturer de la poudre à propulser les ballons, puis à créer une société de navigation sur la rivière Connecticut.
Ses inventions suivantes sont dans le domaine de la papeterie et il s’installe dans l’État de New York, où il amasse pendant six ans une fortune qu’il dilapide ensuite dans des investissements hasardeux.
Ensuite il épouse la sœur de Benjamin Henry Day, propriétaire et fondateur du New York Sun, dont il devient actionnaire en 1835 avant de racheter l’ensemble du capital pour 40 000 dollars.
Lors de la guerre contre le Mexique, le président américain James K. Polk l’envoie au Mexique pour établir un traité de paix mais les négociations sont rompues par une information erronée annonçant la reddition du général Zachary Taylor au chef militaire mexicain Antonio López de Santa Anna.
La même année, il fait partie des journalistes new-yorkais qui poussent pour la création de l’Associated Press. En 1857, il prend sa retraite et ses cinq fils héritent du journal. Parmi eux, l’inventeur du premier métro new-yorkais, Alfred Ely Beach.